# UNDAC
Группа Организации Объединённых наций по оценке последствий стихийных бедствий и координации (UNDAC) — предназначена для оказания помощи Организации Объединённых Наций и правительствам стран, пострадавших от стихийных бедствий в ходе первого этапа реагирования на внезапно возникшие чрезвычайные ситуации. UNDAC также оказывает содействие в координации международной помощи на национальном уровне и/или на месте чрезвычайной ситуации. Была создана в 1993 году.  

## Полномочия
Оценка, координация и управление информацией являются основными полномочиями UNDAC в ходе миссии по реагированию на чрезвычайные ситуации.
В частности, при международном реагировании на землетрясение, UNDAC осуществляет координацию проведения операций на местах посредством организации полевого координационного центра (OSOCC) для эффективного функционирования международных поисково-спасательных команд.
Концепция UNDAC поддержана Организацией Объединённых Наций в резолюции Генеральной Ассамблеи 57/150 от 16 декабря 2002 года на тему «Повышение эффективности и координации международных поисково-спасательных операций».

## Порядок предоставления помощи
Миссия UNDAC развертывается в кратчайший срок (12-48 часа) в любой точке мира. Миссии предоставляются без каких-либо затрат со стороны пострадавших от стихийного бедствия стран, и мобилизуются по просьбе резидента-координатора Организации Объединённых Наций или координатора по гуманитарным вопросам, а также по запросу правительства пострадавшего государства.

## Состав
Система UNDAC состоит из четырёх компонентов:
- 1. Персонал: Опытные менеджеры в области чрезвычайных ситуаций, номинированные своими правительствами или организациями для миссий UNDAC. Члены UNDAC специально обучены и оснащены для выполнения своих задач.
- 2. Методология: Заранее разработанные и постоянно совершенствуемые методы создания координационных структур, а также организации и содействия проведению оценок и управлению информацией во время первого этапа внезапных стихийных бедствий или чрезвычайных ситуаций.
- 3. Процедуры: Апробированные на практике системы мобилизации и развертывания UNDAC, способы прибытия на место стихийного бедствия в течение 12-48 часов после получения запроса.
- 4. Оборудование: Члены UNDAC экипированы и оснащены соответствующим оборудованием для проведения миссий. Миссия UNDAC самодостаточна в течение периода экстренного оказания помощи.

## Управление системой UNDAC
Система UNDAC управляется через Отдел поддержки координации на местах (FCSS) в Управлении по координации гуманитарных вопросов (УКГВ ООН/ UN OCHA) в Женеве.
Система включает в себя три региональные группы: Европы-Африки-Ближнего Востока, Америки (включая Карибские острова), а также Азиатско-Тихоокеанского региона.

## Консультативный совет
Представители государств-членов системы UNDAC ежегодно встречаются на собрании Консультативного совета UNDAC. Совет состоит из государств-членов, оказывающих финансовую поддержку участия их представителей в системе UNDAC путём внесения взноса в ООН. Эти средства покрывают затраты на развертывание своих национальных членов UNDAC, а также UNDAC миссий. Представители международных и региональных организаций, которые участвуют в системе UNDAC также входят в состав Консультативного совета.
С 2011 года Консультативный Совет UNDAC включает в себя и другие страны — в качестве наблюдателей — из числа тех стран, которые, хотя и не выплачивают взнос, но вместе с тем показывают свою заинтересованность и приверженность системе другим способом, например, путём проведения мероприятий UNDAC, или других форм поддержки.

## Миссии и члены UNDAC
По состоянию на декабрь 2011 года, UNDAC провела 217 миссий по реагированию на чрезвычайные ситуации в 90 странах. УКГВ ООН мобилизует UNDAC в основном в случае стихийных бедствий, когда пострадавшее государство запрашивает международную помощь и существует потребность в дополнительных международных ресурсах и координации.
Вопросы развертывания и функционирования UNDAC решаются по согласованию с национальным правительством и / или резидентом- координатором ООН по гуманитарным вопросам. Команда обычно остается в пострадавших районах на начальном этапе реагирования, который может длиться до трёх недель в зависимости от стихийного бедствия.
Команда UNDAC может также осуществлять миссии по оценке национальной готовности к стихийным бедствиям и национальных планов реагирования. Такие миссии проводятся только на основании запроса от соответствующего правительства. На сегодняшний день группа UNDAC провела 16 таких миссий по всему миру.
Российские представители в группе UNDAC
- Арсен Фараджев — 1993 год −1999 год
- Владимир Мельник - 1993 - 1996
- Борейко Владимир Яковлевич −2001-2007 г.г.
- Авдеев Алексей Сергеевич — c 2001 года
- Романов Александр Александрович — с 2004 года.
- Прошина Ольга Кузьминична — с 2005 года
- Корольков Григорий Александрович — с 2006 года
- Сканцев Алексей Алексеевич — с 2008 года.
- Попова (Колобаева) Вера Валентиновна с 2011 года.